# Tsubouchi Shōyō
Shōyō Tsubouchi (坪内逍遥?, Tsubouchi Shōyō; Ōta, 22 maggio 1859 – Atami, 28 febbraio 1935) è stato uno scrittore, drammaturgo e traduttore giapponese.

## Biografia

### Infanzia ed educazione
Nasce ad Ōta, nella provincia di Mino, il 22 maggio 1859. Il suo nome di battesimo è Yūzō (雄蔵?, Yūzō) ed oltre allo pseudonimo di Tsubouchi Shōyō, si firma anche con il nome di Harunoya Oboro (春のやおぼろ?, Harunoya Oboro).
Il padre è un samurai di basso rango a servizio del clan Tokugawa. Dopo la fine dello shogunato Tokugawa e l'inizio del nuovo governo guidato dall'Imperatore, il Giappone attraversa notevoli cambiamenti politici e sociali. In ambito culturale l'interesse si sposta dal modello classico di origine cinese ad uno prevalentemente orientato verso la cultura occidentale. Tuttavia, il padre di Shōyō decide di dare al figlio un'educazione di matrice classica, avvicinandolo fin dalla tenera età ai testi in cinese classico. A partire dall'età di undici anni, sotto l'influenza della madre, Shōyō si appassiona alla lettura di libri presi in prestito dalle biblioteche, in particolare i kusazōshi, blocchi di legno sui quali venivano stampati vari generi di letteratura popolare. Inizia a familiarizzare anche con la poesia, in particolare con gli haiku di Kyokutei Bakin, e con il teatro.
Con l'avvento della Restaurazione Meiji che condusse alla fine dell'isolamento del Giappone, e in concomitanza con il trasferimento della famiglia a Nagoya, Shōyō decide di dedicarsi all'apprendimento degli studi occidentali.

### Periodo di studi
Si diploma al liceo linguistico di Nagoya, nella prefettura di Aichi, dove studia la lingua inglese e apprende nozioni di scienze, letteratura e storia occidentale.
Nel 1876 si trasferisce a Tōkyō, dove inizia a studiare Scienze politiche all'università, in linea con i desideri del padre e del fratello, ma il suo interesse per la letteratura e il teatro continua senza sosta. Molti dei contemporanei di Shōyō diventano funzionari pubblici e la maggior parte di loro entra a far parte dell'élite politica del paese. Lo stesso Shōyō, per un breve periodo, è coinvolto nel vortice dell'attività politica. Tuttavia, confermando la sua scarsa propensione a dedicarsi completamente a questa attività, decide di non voler affrontare temi politici nei propri testi. All'università sceglie di approfondire la letteratura occidentale, in particolare la poesia e il teatro e si avvicina sempre più ai testi di Walter Scott e William Shakespeare. Le sue prime traduzioni riguardano opere di quest'ultimo: da Il mercante di Venezia all'Amleto, da Romeo e Giulietta all'Otello.
Nel periodo in cui Shōyō frequenta l'Università e si laurea, il Giappone attraversa un periodo di rinnovamento politico, economico, sociale e culturale. Shōyō non prende posizione nella discussione sulle riforme politiche del paese; il suo interesse è rivolto alla riforma della letteratura, da lui delineato in un programma suddiviso in quattro settori: il romanzo, il teatro, la poesia e la critica. Egli propone un modello di riforma in gran parte di stampo occidentale, riconoscendo però la necessità di armonizzarlo con la storia e la cultura giapponese.

### Anni di produzione letteraria e teatrale
Nel 1885 Shōyō pubblica Shōsetsu Shinzui  (小説神髄?, Shōsetsu Shinzui, L'essenza del romanzo), nel quale espone la sua teoria di riforma del romanzo, che sarà concretamente applicata nell'opera Tōsei Shosei Katagi (当世t書生気質?, Tōsei Shosei Katagi, Ritratti di studenti di oggi), pubblicato lo stesso anno.
L'anno successivo Shōyō sposa Ukai Senko, con la quale adotta, non potendo avere bambini, il figlio di uno dei fratelli maggiori. Shikō seguirà le orme del padre adottivo, diventerà direttore di teatro e verrà chiamato a tenere lezioni su Shakespeare all'Università di Waseda.
Nel 1887 Shōyō rivolge la sua attenzione al teatro, in un momento in cui l'occidentalizzazione del Giappone raggiunge il suo apice. Per dare nuova vita a questa forma d'arte, egli sostiene la necessità di unire tradizione giapponese e modernità occidentale, come teorizzò con il romanzo. Tuttavia, in questo caso, la preponderanza degli elementi tradizionali nel teatro di quell'epoca lo costringe ad abbandonare il suo programma. Mentre decide di dare ancora una possibilità al suo progetto di innovazione in ambito teatrale, Shōyō viene chiamato all'Università di Waseda per tenere lezioni e gestire il dipartimento di letteratura appena formatosi. Oltre a questo incarico, si dedica anche alla pubblicazione di una rivista letteraria, attraverso la quale vuole esortare i suoi studenti ad interessarsi all'arte, alla letteratura e al teatro. La rivista, chiamata Waseda bungaku, viene pubblicata dal 1891 al 1898.
Fra il 1890 e il 1892, Shōyō sarà protagonista di un lungo dibattito letterario con Mori Ōgai, all'epoca considerato il principale critico letterario della nazione. La discussione prende il nome di Botsurisō Ronsō (没理想論争?, Botsurisō Ronsō, Dibattito sugli ideali sommersi) e mette a confronto il realismo e l'estetica idealista, due grandi correnti del mondo letterario del tempo.

### Ultimi anni

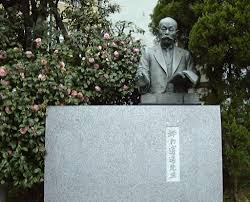
Busto di Tsubouchi Shōyō al Tsubouchi Memorial Theatre Museum

Il successo di Tsubouchi Shōyō nel campo dell'educazione letteraria, svolto specialmente all'Università di Waseda, gli procura rispetto anche tra il pubblico non prettamente letterario.
Nel 1925 si ammala gravemente, ma con ostinazione riesce a continuare la sua attività. Negli anni successivi Tsubouchi si dedica alla pubblicazione di alcuni suoi scritti inediti, alla fondazione di un museo del teatro in Giappone e al completamento del lavoro di traduzione delle opere di Shakespeare. Nel 1928 viene inaugurato ufficialmente il museo teatrale dell'Università di Waseda a Shinjuku, portando a compimento il sogno di Tsubouchi di costruire un museo dedicato alle arti teatrali. Nel Waseda University Tsubouchi Memorial Theatre Museum (Waseda Daigaku Engeki Hakubutsukan) sono presenti un busto del fondatore e una vasta collezione delle sue opere, compresa una traduzione in 40 volumi delle opere di Shakespeare portata a termine da Tsubouchi nello stesso anno della fondazione dell'istituzione.
Muore ad Atami il 28 febbraio 1935, all'età di 77 anni.

## Shōsetsu Shinzui
Il debutto in ambito critico di Tsubouchi Shōyō avviene con l'opera Shōsetsu Shinzui  (小説神髄?, Shōsetsu Shinzui, L'essenza del romanzo), pubblicata fra il 1885 e il 1886, dopo alcune uscite parziali intermedie. L'inizio del romanzo giapponese viene tradizionalmente fatto coincidere con la pubblicazione di quest'opera, che introduce in Giappone le teorie occidentali sulla narrativa e propone la nascita di una nuova forma letteraria. Il tipo di prosa narrativa che Tsubouchi propone è il romanzo moderno, in contrapposizione al "racconto didattico", più comunemente noto come yomihon. Tipicamente, uno yomihon narra le avventure di personaggi maschili idealizzati, che fungono da modelli di virtù confuciane, come quelle della rettitudine e della lealtà. Tsubouchi sostiene che i personaggi maggiormente suscettibili alle "emozioni umane" sono più adatti al romanzo moderno e rifiuta il coinvolgimento di personaggi immaginari idealizzati.
Nella prefazione egli sostiene che l'utilizzo di modelli narrativi legati alla tradizione del passato possono portare alla creazione di personaggi stereotipati, con una scarsa caratterizzazione. La sua attenzione si focalizza soprattutto sugli interpreti contemporanei della prosa (gesaku) del periodo Edo, criticando gli imitatori di Kyokutei Bakin. Secondo Shōyō, i personaggi presentati da quest'ultimo erano troppo semplici e standardizzati e, di conseguenza, inadeguati al gusto moderno.
Nella prima parte del testo, Shōyō espone la sua "teoria generale del romanzo" (Shōsetsu sōron) nella quale rifiuta l'intento didattico di tale mezzo d'espressione. Secondo quanto definito nei "punti principali del romanzo" (Shōsetsu no shugan), esso dovrebbe avere per oggetto, in primo luogo, i sentimenti umani e, successivamente, situazioni e costumi della società.
Nella seconda parte del testo, oltre ad una trattazione che esplica le regole del romanzo, Shōyō esamina l'importanza dello stile di scrittura (buntai ron). Sono tre gli stili proposti dalla tradizione giapponese: lo stile elegante (gabuntai), lo stile volgare (zokubuntai), e la combinazione fra stile elegante e volgare (gazokusecchutai). Secondo l'autore, la commistione fra il linguaggio corrente utilizzato nei dialoghi e dell'utilizzo di quello letterario ed elegante per le parti narrative, avrebbe facilitato la comprensione dei sentimenti dei personaggi, della loro vita e degli usi sociali.
La novità originata dal contatto con la letteratura europea, che all’epoca della stesura di Shōsetsu Shinzui Tsubouchi conosce ancora superficialmente, è rappresentata in Giappone dall’introduzione del concetto di romanzo inteso come mezzo di indagine dell’animo umano basato sull'introspezione psicologica. Per Shōyō il romanzo rappresenta un'opera al limite tra finzione e realtà, arricchita di personaggi fittizi, che talvolta possono rispecchiare il lettore stesso.  A suo avviso lo scopo primario del romanziere è quello di descrivere il ninjō, termine riferito a sette principali emozioni umane: gioia, rabbia, dolore, paura, amore, odio e desiderio.
In Giappone, Shōsetsu Shinzui è considerato il punto di partenza per la teorizzazione del romanzo come genere letterario d'eccellenza.

## Tōsei shosei katagi
Tōsei shosei katagi (当世書生気質?, Tōsei Shosei Katagi, Ritratti di studenti di oggi), pubblicato nel 1885, racconta una storia d'amore fra adolescenti e descrive in maniera dettagliata la vita studentesca del tempo. Le conversazioni fra gli studenti sono arricchite da una serie di parole inglesi che riflettono in modo interessante la fase di occidentalizzazione che il Giappone stava vivendo in quel periodo. Il testo punta a mettere in primo piano il concetto di amore maschile e femminile, attraverso continui riferimenti a temi inerenti al desiderio sessuale, e vuole concretamente mettere in pratica i principi esposti in Shōsetsu Shinzui.
Dopo la sua pubblicazione il testo ricevette numerose critiche. Nella sua recensione del 1886, Takada Sanae, professore e collega di Shōyō all'Università di Waseda, sostenne che il romanzo sembrava scritto da un soggetto appartenente a una civiltà definita "di secondo livello", e che non si dimostrava all'altezza delle opere prodotte in Occidente. Il giudizio di Takada è rimasto a lungo incontrastato. Critici e studiosi moderni continuano a considerare Tōsei shosei katagi come un esperimento letterario fallito. In particolare, viene giudicato problematico il suo approccio allo sviluppo dei personaggi, mai analizzati davvero fino in fondo. Anche il linguaggio utilizzato è considerato poco coerente con la tradizione letteraria del periodo Meiji: l'uso del linguaggio colloquiale, che rappresenta una delle caratteristiche distintive del romanzo giapponese moderno, viene sostituito da Tsubouchi, nelle varie sezioni del testo, con la ripresa di diversi stili letterari. La maggior parte dei capitoli, ad esempio, è composta in uno stile che fonde elementi di linguaggio colloquiale ad altri più letterari, e si apre con un'introduzione in cui un narratore si propone come guida alla corretta lettura di questa commistione di stili.

## Opere
Saggi
- 1885. Shōsetsu Shinzui  (小説神髄?, Shōsetsu Shinzui, L'essenza del romanzo)

Romanzi
- 1885. Tōsei Shosei Katagi (当世書生気質?, Tōsei Shosei Katagi, Ritratti di studenti di oggi)
- 1889. Saikun (細君?, Saikun, La moglie)

Teatro Kabuki
- 1894. Kiri Hitoha
- 1896. Maki no Kata
- 1897. Hototogisu Kojō no Rakugetsu

Teatro moderno
- 1904. Shinkyoku Urashima
- 1916. En no Gyōja

Traduzioni
- 1906. Il Mercante di Venezia di William Shakespeare
- 1909. Amleto di William Shakespeare
- 1910. Romeo e Giulietta di William Shakespeare
- 1911. Otello di William Shakespeare